# Julián Fuks
Julián Miguel Barbero Fuks, més conegut com a Julián Fuks (São Paulo, Brasil, 1981) és un escriptor i crític literari brasiler, fill de pares argentins.
Llicenciat en Periodisme, màster en Literatura i doctor en Teoria de la Literatura i Literatura Comparada, tota la seva formació acadèmica es va dur a terme a la Universitat de São Paulo (USP). El 2009 va rebre el títol de mestre en teoria literària de la USP per la seva dissertació sobre el novel·lista argentí Juan José Saer (1937-2005). Aquest mateix any, inicia un curs d'especialització en estètica i art a la Universitat Autònoma de Barcelona (UAB). El 2010 va participar en l'antologia Cousins - Stories of the Arab and Jewish Heritage, organitzada per les novel·listes Adriana Armony (1969) i Tatiana Salem Levy (1979).
Ha treballat al diari Folha de São Paulo i a la revista Cult i Entrelivros. El seu primer llibre Fragmentos de Alberto, Ulisses, Carolina e eu es va publicar el 2004. Des de llavors ha publicat diversos llibres més, guanyant diversos premis literaris, com Procura do romance (2011) obra que va ser seleccionada per al Premi de Literatura de São Paulo i el Premi Telecom. La seva novel·la La Resistencia (2015) va guanyar el premi Jabuti al llibre de l’any (2016), el premi Oceanos (2016), el Premi Literari José Saramago (2017) i el premi Anna Seghers (2018).
Fuks va ser escollit com un dels millors joves novel·listes brasilers de la revista britànica Granta el 2012. Va treballar amb Mia Couto com a part de la Rolex Mentor and Protégé Arts Initiative. Viu a Sao Paulo.

## Publicacions
- 2019: A ocupação
- 2015: A resistência, Premi Jabuti, Premi Literari José Saramago
- 2012: Procura do romance
- 2007: Histórias de literatura e cegueira
- 2004: Fragmentos de Alberto, Ulisses, Carolina e eu, Prêmio Nascente de la USP